# 横須賀市立北下浦中学校
横須賀市立北下浦中学校（よこすかしりつ きたしたうらちゅうがっこう）は、神奈川県横須賀市長沢にある公立中学校。近隣には武山、北下浦海岸などがあり自然環境に恵まれている。略称は「北中（きたちゅう）」。

## 沿革
- 1947年（昭和22年） - 横須賀市立野比中学校として開校。
- 1949年（昭和24年） - 横須賀市立久里浜中学校が分離。
- 1952年（昭和27年） - 現行地に移転。
- 1959年（昭和34年） - 現校名に改称。
- 1977年（昭和52年）
  - 4月1日 - 横須賀市立野比中学校が分離。校舎建設のため同居[1]。
  - 8月25日 - 野比中学校が移転する[1]。
- 1985年（昭和60年） - 横須賀市立長沢中学校が分離。
- 1991年（平成3年） - 創立記念日を11月27日に変更する。
- 2005年（平成17年） - 2学期制になる。

## 部活動

### 運動部
- ソフトテニス部（女子）
- サッカー部
- バスケットボール部（男女）
- バレーボール部（男女）
- 卓球部

### 文化部
- 家庭科部
- 美術部
- 音楽部
- 科学部

## 通学区域
2014年度は以下の通りである。
- 長沢1丁目
- 津久井

## 進学前小学校
- 横須賀市立北下浦小学校 - 長沢1丁目
- 横須賀市立津久井小学校 - 津久井

また、公立学校選択制により、以下の学校からも進学できる。
- 横須賀市立岩戸小学校
- 横須賀市立粟田小学校
- 横須賀市立大矢部小学校 - 久里浜中学校が通学区域の地域のみ
- 横須賀市立大塚台小学校 - 久里浜中学校が通学区域の地域のみ
- 横須賀市立久里浜小学校
- 横須賀市立明浜小学校
- 横須賀市立神明小学校
- 横須賀市立野比小学校
- 横須賀市立野比東小学校
- 横須賀市立北下浦小学校 - 長沢中学校が通学区域の地域
- 横須賀市立津久井小学校 - 長沢中学校が通学区域の地域
- 横須賀市立富士見小学校
- 横須賀市立武山小学校
- 横須賀市立荻野小学校 - 武山中学校が通学区域の地域のみ

## 交通
- 京浜急行電鉄 京急長沢駅より徒歩3分